# 雨芳戀歌
《雨芳戀歌》是日本遊戲品牌キャラメルBOX ミルク味於2011年6月24日發售的戀愛冒險類型成人遊戲，2016年由ホビコレ發售DVDPG。2012年由PoRO製作發售OVA共2集。

## 故事
上里良平由於任職的學校因為少子化遭到合併廢校而失業，此時父親請良平返鄉擔任代課老師。然而回到老家時父親卻以沒有空房為理由要求良平到民宿「豊平屋」住宿，良平也因此遇到葉夏戀和津嘉山渚，不久之後三人開始展開三角戀。

## 角色
上里良平
本作男主角，從事老師工作，過去學生時代曾與渚的姊姊汀交往但後來分手。
葉夏戀（聲優：遠野そよぎ）
身高：168cm，三圍：86/58/86
民宿「豊平屋」的老闆。
津嘉山渚（聲優：野神奈奈）
身高：154cm，三圍：78/59/84
良平的學生，在過去良平和姊姊交往時也暗戀著良平。

## 主題曲
片頭曲「雨芳恋歌」是由MYU擔任作詞，BB擔任作曲和編曲，Marica擔任主唱。

## OVA
OVA是由PoRO製作發售的成人動畫，於2012年共發售2集，2015年3月13日和2017年8月25日各別發售合集版。第一作是描寫葉夏戀的故事，第二作則是描寫津嘉山渚的故事。

### 集數列表
| 集數 | 標題 | 發售日         |
| ---- | ---- | -------------- |
| 1    |      | 2012年6月29日  |
| 2    |      | 2012年11月30日 |

### 工作人員
- 企畫：[7]
- 劇本：PON
- 人物設定：
- 製作人：天手毛天
- 製作：PoRO

## 外部連結
- 官方網站 （页面存档备份，存于）（日語）